# Musée Siebold
 (mai 2025).
Si vous disposez d'ouvrages ou d'articles de référence ou si vous connaissez des sites web de qualité traitant du thème abordé ici, merci de compléter l'article en donnant les références utiles à sa vérifiabilité et en les liant à la section « Notes et références ».
Le musée Siebold (en allemand Siebold-Museum, en japonais シーボルト·博物館) est un musée à Wurtzbourg dédié à Philipp Franz von Siebold, médecin et naturaliste allemand, né dans cette ville.

## Histoire
Le musée Siebold se situe dans le quartier de Zellerau, Frankfurter Straße 87, dans l'ancienne villa du directeur de la Würzburger Bürgerbräu. La Siebold-Gesellschaft ouvre le musée le 3 juillet 1995. Il s'appuie sur les collections de Philipp Franz von Siebold lors de son séjour au Japon de 1823 à 1829. Il est soutenu par la ville de Wurtzbourg ainsi que par des mécènes allemands et japonais. En plus des deux étages du musée, la villa a des salles pour accueillir des événements tels que concerts, symposiums, assemblées et autres festivités. En mai 2001, un salon de thé à la japonaise ouvre dans le bâtiment.
Il existe un partenariat avec le Sieboldhuis à Leyde et le musée mémorial Siebold à Nagasaki. Le 1er novembre 2004, il est signé un partenariat muséal avec le Mogami-Tokunai Memorial Museum à Murayama, consacré au Mogami Tokunai, ami de Siebold.

## Bibliothèque
La bibliothèque japonaise du musée Siebold comprend environ 18 000 volumes composés de livres, de magazines et d'articles écrits en allemand, anglais, français et japonais. L'objectif est de rendre ces stocks accessibles à la recherche et ainsi de remplacer le vide créé par la délocalisation des études japonaises de l'université de Wurtzbourg à Erlangen.

## Exposition
L'exposition permanente montre des expositions sur la vie et le travail de la famille Siebold ainsi que des objets de la vie allemande et japonaise de Philipp Franz von Siebold. De plus, des expositions spéciales et temporaires sont régulièrement présentées.